# Třída Almirante Cervera
Třída Almirante Cervera byla třída lehkých křižníků španělského námořnictva. Celkem byly dle britského projektu postaveny tři jednotky. Ve službě byly v letech 1925–1970. Byly nasazeny ve španělské občanské válce. Dva byly během služby rozsáhle modernizovány.

## Stavba
Roku 1915 byla schválena stavba dvou nových křižníků, které by představovaly druhou skupinu třídy Blas de Lezo. Kýl prototypu Principe Alfonso byl založen roku 1917, ale roku 1919 byla stavba pozastavena, aby mohly být vylepšeny na základě válečných zkušeností. Práce vedla společnost Vickers-Armstrongs na základě britských lehkých křižníků třídy Emerald. Kompletně byl převzat trup a pohonný systém, který však měl upravené uspořádání. Dvě jednotky byly objednány roku 1922 a třetí roku 1926. Stavbou křižníků byla pověřena loděnice Sociedad Española de Construcción Naval (SECN) ve Ferrolu, která byla španělskou pobočkou koncernu Vickers-Armstrongs. Trojice křižníků byla do služby přijata v letech 1925, 1927 a 1930.
Jednotky třídy Almirante Cervera:
| Jméno               | Založení kýlu      | Spuštěna        | Vstup do služby | Osud |
| ------------------- | ------------------ | --------------- | --------------- | --- |
| Principe Alfonso    | 1. února 1917      | 23. ledna 1925  | 30. srpna 1925  | V dubnu 1931 přejmenován na Libertad. Nasazen republikány ve španělské občanské válce. V březnu 1939 přejmenován na Galicia. V letech 1940–1944 přestavěn. Vyřazen 1970. |
| Almirante Cervera   | 25. listopadu 1922 | 16. října 1925  | květen 1927     | Nasazen nacionalisty ve španělské občanské válce. Vyřazen 1965. |
| Miguel de Cervantes | 27. srpna 1926     | 19. května 1928 | 10. února 1930  | Nasazen republikány ve španělské občanské válce. V letech 1940–1946 přestavěn. Vyřazen 1964.                                                                             |

## Konstrukce

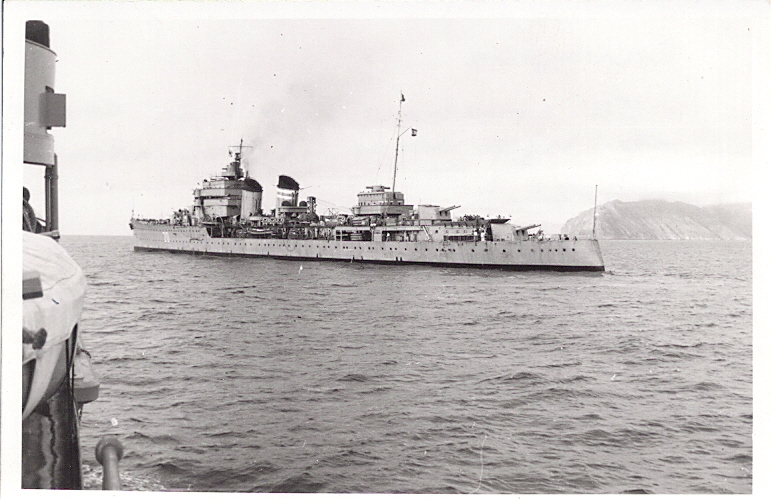
Miguel de Cervantes

Výzbroj křižníků tvořilo osm 152mm/50 kanónů Vickers Mk.U ve třech dvoudělových a dvou jednodělových věžích. Doplňovaly je čtyři 102mm/45 kanóny Vickers Mk.L, dva 47mm/50 kanóny Vickers a čtyři trojhlavňové 533mm torpédomety. Plavidla chránilo lehké pancéřování. Boční pancéřový pás kryl pohonný systém (40% délky trupu) a měl sílu 25–76 mm. Pancéřová paluba měla sílu 25–50 mm. Štíty děl chránil 13mm pancíř a velitelskou věž 152mm pancíř. Pohonný systém tvořilo osm kotlů Yarrow a čtyři turbíny Parsons o výkonu 80 000 hp, roztáčející čtyři lodní šrouby. Nejvyšší rychlost dosahovala 33 uzlů. Dosah byl 5000 námořních mil při rychlosti 15 uzlů.

### Modernizace
Během služby bylo upravováno složení výzbroje jednotlivých křížníků. Rozsáhlou modernizací prošly v loděnici SECN ve Ferrolu křižníky Galicia (v letech 1940–1944) a Miguel de Cervantes (v letech 1940–1946). Oba měly upravené nástavby a novou výzbroj. Osm 152mm/50 kanónů Vickers Mk.U bylo umístěno ve dvoudělových věžích na přídi a na zádi. Doplňovalo je osm 37mm/83 kanónů SK C/30 ve dvouhlavňové lafetaci, pět čtyřhlavňových 20mm/65 kanónů C/38, dva trojité 533mm torpédomety a čtyři vrhače hlubinných pum. Miguel de Cervantes navíc dostal katapult pro hydroplán Heinkel He 114. Křižníky měly standardní výtlak 8051 tun a plný výtlak 9748 tun. Dosahovaly nejvyšší rychlosti 31,5 uzlu. Ze zásobou 1567 tun paliva měly dosah 4000 námořních mil při rychlosti 15 ulů. Posádku tvořilo 781 osob.

## Služba
Po vypuknutí španělské občanské války se Libertad a Miguel de Cervantes staly součástí republikánského námořnictva. Zařazeny byly 19. července 1936. Naopak křižník Almirante Cervera byl od 21. července 1936 součástí námořních sil španělských nacionalistů. Dne 22. listopadu 1936 byl Miguel de Cervantes zasažen dvěma torpédy z italské ponorky Evangelista Torricelli. Opravy trvaly do března 1938. Dne 5. března 1939 republikánské křižníky Libertad a Miguel de Cervantes unikly do severoafrické Bizerty, kde byly internovány a 31. března 1939 vráceny španělským nacionalistům. Křižníky byly ve špatném technickém stavu, takže zůstaly v rezervě a v roce 1940 začala jejich rozsáhlá modernizace.